# Deus Não Está Morto
Deus Não Está Morto (no original em  inglês: God's Not Dead) é um filme de drama da indústria cinematográfica cristã protestante de 2014, dirigido por Harold Cronk e estrelado por Kevin Sorbo, Shane Harper, David A. R. White e Dean Cain. Foi lançado nos cinemas norte-americanos em 21 de março de 2014 pela Pure Flix Entertainment e, em 21 de agosto do mesmo ano, nos circuitos brasileiros pela Graça Filmes, distribuidora ligada à Igreja Internacional da Graça de Deus. Com um investimento de US$ 2 milhões, o filme arrecadou 64.7 milhões, garantindo 02 sequências.
O filme foi bem recebido e apoiado por católicos, evangélicos e pentecostais, mas não foi bem recebido pela crítica especializada, que avaliou negativamente o filme como apologético e previsível, com a narrativa estadunidense do complexo de perseguição cristão.
Algumas fontes citaram semelhanças do filme com uma lenda urbana popular. A premissa básica de um estudante evangélico debater com um professor ateu e vencê-lo na frente da classe (que então o aplaude) é assunto em publicações populares, inclusive nos famosos quadrinhos evangélicos Chick Tracts.

## Enredo
Josh Wheaton (Shane Harper), um jovem protestante, se matricula em uma universidade que possui aulas de filosofia, ministradas pelo professor Jeffrey Radisson (Kevin Sorbo) — um ateu — que exige que seus alunos entreguem-lhe uma declaração de que "Deus está morto" para poderem obter uma nota de aprovação. Josh é o único aluno da classe que se recusa a assinar e por isso Radisson exige que ele debata o assunto, de modo que o estudante tenha de provar que Deus não está morto, mas permitindo que a classe decida quem vence o debate.
O professor dá a Josh vinte minutos ao final de três seminários para que o aluno argumente que Deus existe. Nos dois primeiros debates, Radisson tem contra-argumentos para todos os pontos de Josh. Kara, a namorada de Josh (Cassidy Gifford), termina com ele, temendo o fim do futuro acadêmico deles por causa do professor. Em última instância, tudo se resume ao terceiro e último debate entre aluno e professor, no qual mais uma vez há pontos de concordância. Josh então interrompe sua linha de raciocínio para fazer uma pergunta a Radisson: "Por que você odeia Deus?". De imediato, Radisson não responde. A pergunta é refeita, e então o professor tem um ataque de raiva, afirmando que ele odeia Deus pela morte de sua mãe, que o deixou sozinho, apesar de suas orações. Josh então casualmente lhe pergunta como ele odeia alguém que não existe. No final, Martin (Paul Kow), um estudante estrangeiro cujo pai o incentivou a não se converter ao cristianismo, se levanta e diz "Deus não está morto". Quase toda a classe segue o exemplo de Martin, e Radisson deixa a sala derrotado.
Fora do contexto dos debates, uma série de subtramas periféricas relacionados ao assunto se desenvolve. Josh, além de debater com seu professor nas aulas, conversa sobre cristianismo com seus colegas. Mostra-se a relação do casal Radisson e Mina, uma mulher cristã que ele humilha em frente a seus companheiros ateus. É contada também a história de uma estudante muçulmana chamada Ayisha (Hadeel Sittu), que se converte, porém é deserdada por seu pai quando ele descobre por causa de seu irmão.

## Elenco
- Shane Harper (Josh Wheaton)
- Kevin Sorbo (Professor Jeffery Radisson)
- David A. R. White (Reverendo/ Pastor Dave)
- Trisha LaFache (Amy Ryan)
- Marco Khan (Misrab)
- Cory Oliver (Mina)
- Dean Cain (Martin)
- Jim Gleason (Wheaton)
- Benjamin Ochieng (Jude)
- Cassidy Gifford (Kara)
- Paul Kwo (Martin Yip)
- Hadeel Sittu (Ayisha)

## Inspirações
O roteiro do filme foi inspirado por ações judiciais envolvendo o lugar da fé cristã nas universidades e pelo livro "Deus não está morto: Provas de Deus em uma era de incertezas", publicado pelo Pastor Rice Broocks. 

## Produção
A filmagem principal de God's Not Dead foi iniciada em outubro e finalizada em novembro de 2012, em Baton Rouge, Louisiana, com a cena do concerto feita em Houston, Texas.
Russell Wolfe, o CEO da Pure Flix Entertainment, afirmou que:

A inspiração para a criação do filme remota há alguns anos atrás. Eu estava em uma reunião no Fórum Pinnacle e Alan Sears da Alliance Defending Freedom, estava falando sobre um jovem que foi convidado a fazer algumas coisas contra a sua fé e ficou em apuros por não fazê-las. Essa história deixou meu queixo no chão e me fez pensar sobre quantos alunos vão para a faculdade, como cristão e como poucos continuam cristão depois que termina seus quatro anos. Foi essa história que me inspirou para definir o filme em um campus universitário.— Russell Wolfe

## Recepção

### Crítica especializada
God's Not Dead teve recepção desfavorável pela maior parte da crítica especializada. Com base em 6 avaliações profissionais, alcançou uma pontuação de 16 em 100 no Metacritic, indicando "antipatia esmagadora". No site do agregador de críticas de cinema Rotten Tomatoes, o filme recebeu uma avaliação de 12%, com base em 26 críticos, com uma avaliação média de 3,40/10. O consenso crítico do site diz: "Distribuindo teatralidade de marreta em vez de entregar sua mensagem com uma dose de boa fé, God's Not Dead possui drama ruim e um argumento não convincente para os não convertidos."
Alissa Wilkinson criticou o filme por apresentar uma narrativa baseada em um complexo de perseguição cristão, especificamente a ideia de faculdades como "fábricas ateístas", premissa criticada como estereótipo impreciso por Emma Green, escrevendo para o The Atlantic. Escrevendo para o The A.V. Club, Todd VanDerWerff deu ao filme um D-, dizendo que "Mesmo para os padrões bastante laicistas da indústria cinematográfica cristã, God's Not Dead é um desastre. É um retorno sem inspiração ao passado de correntes de e-mail com mensagens de bichos papões cristãos que parece demorar muito tempo em apenas 113 minutos". O avaliador Scott Foundas da Variety escreveu que "... mesmo a classificação em uma curva generosa, este melodrama estridente sobre os esforços insidiosos do sistema universitário dos Estados Unidos para silenciar os verdadeiros crentes no campus é tão sutil como uma pilha de bíblias que cai em sua cabeça .... " Steve Pulaski da Influx Magazine, no entanto, foi menos crítico ao filme, dando-lhe um C + e afirmando que "God's Not Dead tem problemas, muitos deles fáceis de detectar e fortemente perturbadores. No entanto, é surpreendentemente eficaz em termos de mensagem, ação e discernimento, que são três campos em que o cinema cristão mais batalha".
Uma série de fontes citaram semelhanças do filme com uma lenda urbana popular. A premissa básica de um estudante evangélico que debate com um professor ateu e que ganha o debate na frente da classe (que então o aplaude) e tem sido objeto dos quadrinhos evangélicos conhecidos como Chick Tracts.

### Evangélicos e católicos
Em um comunicado da própria Pure Flix Enterteinement mesmo sendo protestante, o filme foi apoiado por diversas organizações católicas e evangélicas, como a Alliance Defending Freedom, a American Heritage Girls, a Faith Driven Consumer, a Denison Forum da Truth and Culture, a Trevecca Nazarene University, a The  Dove Foundation e a Ratio Christi.